# Meknes
Meknes (arab. مكناس, Miknās; marok. arab. Meknas; fr. Meknès) – miasto w północnym Maroku, w regionie Fez-Meknes, na przedpolu Atlasu Średniego, na wysokości ok. 530 metrów, siedziba administracyjna prefektury Meknes. W 2024 roku liczyło ok. 552 tys. mieszkańców.
Historia miasta sięga VIII wieku, kiedy powstała w tym miejscu pierwsza ufortyfikowana osada. W X wieku na terenach dzisiejszego Meknesu osiedliło się berberyjskie plemię Miknasa, od którego miasto wzięło swoją nazwę. Za rządów sułtana Maulaja Ismai’la (1672–1727) miasto znacznie rozbudowano i przekształcono w stolicę marokańskiego państwa. Po jej przeniesieniu najpierw z powrotem do Fezu, a później do Rabatu miasto straciło na znaczeniu.
W 1996 roku medyna w Meknesie została wpisana na listę światowego dziedzictwa kultury UNESCO.
19 lutego 2010 doszło do zawalenia się minaretu, w którym 41 osób zginęło, a ponad 80 zostało rannych.
W mieście znajduje się stacja kolejowa Meknes.

## W kulturze

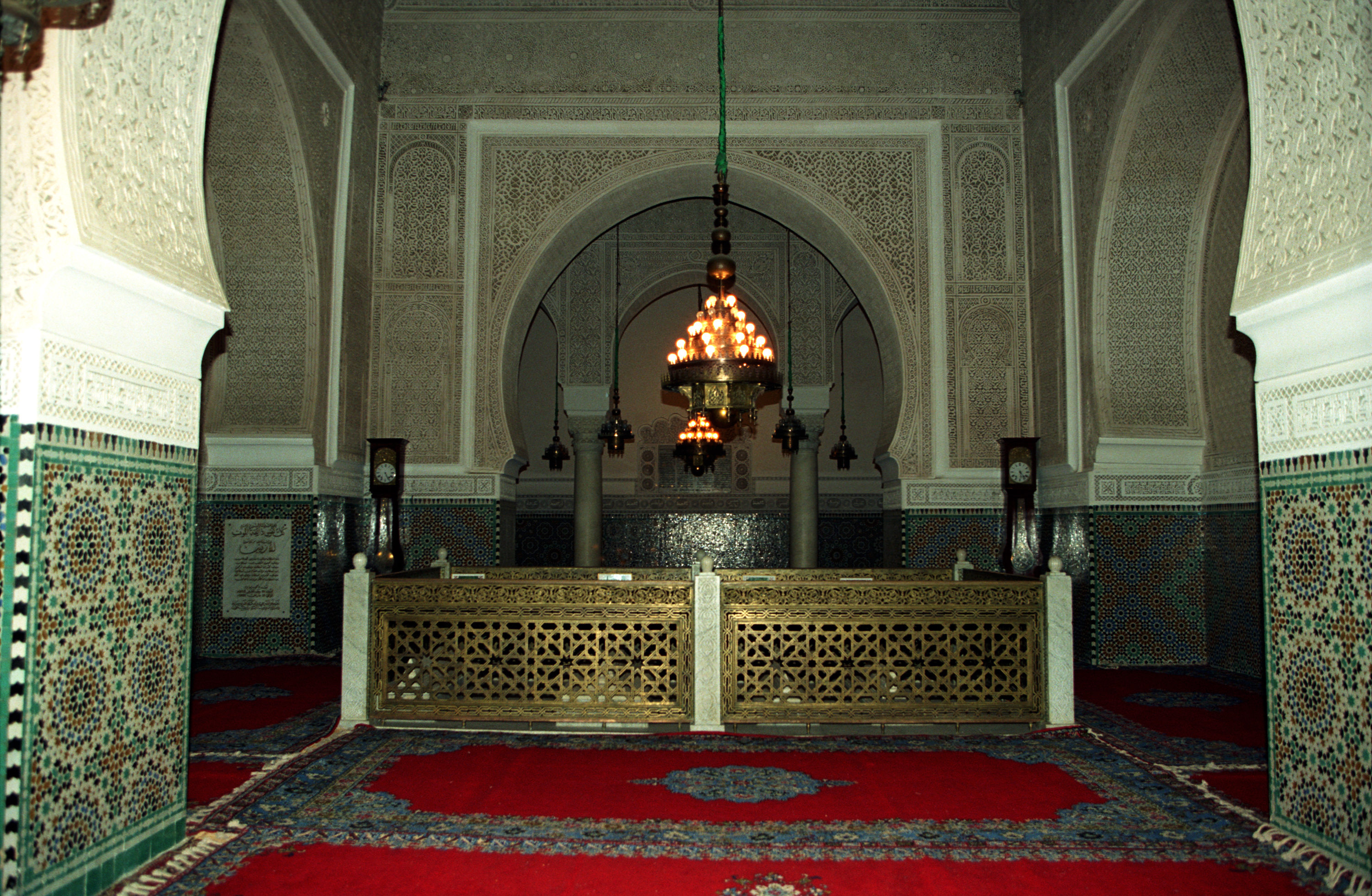
Grób sułtana Maulaja Isma’ila, po bokach zegary stojące - dar króla Francji

Myknes w dużej mierze jest miejscem akcji filmu Angelika i sułtan.